# Sundome
Sundome (すんドめ lit. El momento justo antes?) es una serie de manga escrita e ilustrada por Kazuto Okada. Ocho volúmenes han sido publicados en Japón. Fue adaptada a una serie de cuatro películas de acción en vivo desde 2007 a 2009.

## Argumento
La trama se centra en Hideo Aiba, miembro del Club Romano dentro de su instituto. La historia se inicia cuando se enamora de Kurumi Sahana. Al hacerlo decide abandonar el club para intentar seducirla pero se mantiene porque ella se une. El anterior presidente le cede la presidencia porque ha sido seducido y existe la norma de que los miembros que tengan relaciones serán expulsados. A cambio de su castidad si finalizan sus años de instituto firmes los antiguos miembros del club usarán sus medios y recursos para ayudarles en un sueño que tengan. Existen rumores de que los antiguos miembros envían a chicas para tentar a los miembros y prevenir que consigan terminar castos y que es el motivo de que en los últimos seis años nada se haya graduado con éxito. Esto conducirá en ocasiones de que desconfíen de Kurumi y de Kyouko, por si realmente son "asesinas" que pretenden seducirles.

## Personajes
Hideo Aiba (相羽英男 Aiba Hideo)
El personaje principal y narrador del manga. Hideo tiene el pelo negro corto. Él es el presidente del Club Romano, y es voluntariamente el juguete de Kurumi. Su fuerza física y valor son carentes en un inicio. Kurumi usa un sistema de recompensas para hacer cambiar su cobardía y malos hábitos. Al tiempo, su fuerza y resistencia mejoran, trotando y trabajando para manejar su frustración. Hideo mantiene fuertes sentimientos por Kurumi, y hace cualquier cosa que ella diga a cambio de un "premio", yendo tan lejos como resistir un brazo de judo del campeón de la escuela de artes marciales. Ese progreso le llevará a ser más asertivo, valiente, tenaz y a entrenarse físicamente. Debido a los sentimientos de Hideo y los secretos de Kurumi conducen a los celos cuando otro hombre toca a Kurumi, habla con ella privadamente o le compran cosas que el no puede permitirse. Esto conduce a Hideo, a entrenarse para mejorar por sí mismo.
Kurumi Sahana (早華胡桃 Sahana Kurumi)
La misteriosa estudiante nueva transferida a la escuela. Ella es tranquila y sus expresiones faciales son tan sutiles que sólo Hideo las conoce. Tiene un cuerpo frágil, pelo corto negro, un busto pequeño, y pocas inhibiciones. Kurumi aparenta ingenuidad, sin embargo es muy consciente de la atracción de Hideo hacia ella. Ella se une al Club Romano para estar cerca de Hideo. Tortura a Hideo consiguiendo que él llegue al borde del orgasmo pero sin dejarle eyacular o pidiendo tareas difíciles o peligrosas. Vive sola, dejando sólo a Hideo conocer este secreto. Ocasionalmente, la visita un hombre maduro provocando los celos de Hideo. No se sabe mucho de su pasado o sus familiares, ella insinúa que sus padres están muertos. A lo largo de la serie se irá mostrando como su salud se deteriora, su conexión con los antiguos alumnos del club y cómo su relación con Hideo realmente cruza lo sexual y es también emocional.
Kattsun Toshitsuku (年着勝 Toshitsuku Katsun)
Miembro del Club Romano. Es un voyeurista, y a menudo es llamado cara de pulpo. Sus gafas ocultan sus ojos todo el tiempo. Por razones inexplicables, él es calvo a una temprana edad. Sus compañeros frecuentemente usan eso para insultarlo. Katsu desarrolla sentimientos por Kyouko en el vol. 2. Él revela esto abiertamente cuando ataca a Yasu por explotar sexualmente a Kyouko. Sale a defenderla en el vol. 4 tomando un puñetazo de Yasu hacia Kyouko (aunque con el golpe se tambalea y la acaba dando un cabezazo). Está en el club para poder estudiar derecho y con ello desclasificar los ficheros del gobierno sobre alienígenas, que es el tema que le apasiona.
Tatsuya Yatsu (八津達也 Yatsu Tatsuya)
Miembro del Club Romano y llamado habitualmente Tatchan. Tiene un fetichismo por las piernas y por una muñeca que el admira a la cual llama "Aimu" en unas ocasiones y alternativamente  "Ayu." Es cobarde, frecuentemente corre de cualquier amenaza y se esconde para mirar como vouyeur. Algunas habilidades son vistas en el capítulo 5, cuando corta las cámaras de seguridad de la escuela y desactiva cerraduras para que el Club Romano cambie el sofá del salón de la facultad. Fue el que duró más tiempo antes de ser encontrado en el juego del escondite una noche en el instituto. Se unió al Club Romano para conseguir su sueño de ser político.
Expresidente
Expresidente del Club Romano. Con 17 años, es el único miembro del Club Romano que no es un estudiante de primer año. Fue expulsado después de ser seducido a sexo anal por una "asesina" de los antiguos integrantes. Aunque no es ya miembro continua asistiendo al club. Muestra un enorme entusiasmo por las actividades del club. Sus preferencias sexuales por el sexo anal son bien conocidas por todos, acosando recurrentemente al resto de miembros y en especial a Tatsuya. Los miembros usan esto para burlarse del expresidente. Cuando eso ocurre responde violentamente, mordiendo la cabeza del ofensor y declarando "¡Todo el que se burle de mis preferencias debe ser devorado!"
Kyouko (京子 Kyōko)
Una chica de pechos grandes y frívola de la clase B. Ella tiene un pelo blanqueado y piel bronceada. Su escaso intelecto y su falta de compresión la lleva a recurrentes equívocos. Al comienzo se muestra hostil a Kurumi porque le ha arrebatado su popularidad en el instituto y su novio le abandona pero con el tiempo se forja una amistad entre ellas. La actitud de Kyouko puede cambiar repentinamente, de querer matar a querer amistad. Esto se combina con su personalidad extrovertida y enérgica. No es un miembro oficial del Club Romano, pero va al cuarto del club a leer mangas. Tiene una moral ambigua, mostrando inmoralidad en el plano sexual y respecto al dinero pero decencia al mismo tiempo para todo lo demás. Kyouko a menudo discute y se burla de Kattsun. Ella no conoce sus sentimientos por ella. A Kyouko le gusta el dinero, pidiendo constantemente billetes de 1000 yen en compensación por ideas, apuestas o incluso por el hecho de que la miren con deseo o la fotografíen. En el final se descubre que ella es la "asesina" que contratan los antiguos alumnos para ir tras Kattsun pero que lo hace porque le ama y cree que sólo con ese dinero podrá estudiar y acabar con él.
El graduado
Antiguo alumno enmascarado del Club Romano. Al negarse a ceder a la tentación de una asesina, tuvo permitido usar las vastas conexiones del Club Romano para entrar en el Baseball profesional, su sueños de infancia. Es fuerte, tiene un cuerpo atlético y conduce al Club Romano a una excursión durante su visita. Revela al club que sus actividades son monitoreadas por los anteriores miembros y ellos saben que hacen y hablan durante su tiempo ahí. En un diálogo crítico, Kurumi pregunta si conoce mediante el club su situación, aunque no explican en qué consiste. Este responde, "en cierto sentido." Lo que esto significa o se refiere, no fue revelado en el momento. Jocosamente, El O.B. delata que la seducción del expresidente es una broma de la asociación de graduados. Hideo se siente inferior en el plano físico y le reta a una prueba de coraje en el trampolín del gimnasio. Hideo gana a pesar de un salto lamentable porque finalmente el graduado tiene un intenso miedo a las alturas y no es capaz de separarse de las escaleras.
Yasu (ヤス)
Es un estudiante alto, con la piel bronceada, pelo teñido y una ligera barba. Su grupo de amigos se congrega para presumir de hazañas sexuales con varias mujeres y es el exnovio de Kyouko. El Club Romano se pelea con su grupo después de que Katsun intenta golpear a Yasu por aprovecharse de los sentimientos de Kyouko para satisfacerse sexualmente tras haberla abandonado. Más tarde en un local de karaoke, ataca a Kyouko después de que ella le insultase diciendo que tenía un "pequeño micrófono" y rechazando su invitación de tener sexo, pero Katsun la protege recibiendo un puñetazo en la cara dirigido a ella. Yasu es posteriormente expulsado del local de karaoke.

## Media

### Manga
Sundome es una serie de manga escrita e ilustrada por Kazuto Okada. Fue serializada por la editorial Akita Shoten en la revista seinen bimensual Young Champion desde el 23 de mayo de 2006 hasta el 13 de octubre de 2009. Ocho volúmenes del manga han sido publicados por Akita Shoten entre el 20 de noviembre de 2006 y el 20 de noviembre de 2009. Ha sido licenciada en Argentina y España por la editorial Ivrea. Fue licenciada en inglés por la editorial  Yen Press,  todos los volúmenes han sido traducidos, desde el primer volumen publicado en enero de 2008 hasta el octavo y último volumen publicado en diciembre de 2010. También fue licenciada en Taiwán por la editorial Ever Glory Publishing. La siguiente tabla es una lista de los volúmenes de Sundome en donde aparecen respectivamente, sus ISBN, fechas de publicación en Japón, España y Argentina y capítulos que abarca cada tomo.
| Volumen | ISBN japonés           | Fecha de publicación en Japón | ISBN español           | Fecha de publicación en España | Fecha de publicación en Argentina | Capítulos |
| ------- | ---------------------- | ----------------------------- | ---------------------- | ------------------------------ | --------------------------------- | --------- |
| 01      | ISBN 978-4-253-15001-9 | 20 de noviembre de 2006       | ISBN 978-84-15513-47-6 | 18 de mayo de 2012             | 31 de agosto de 2012              | 01 - 08   |
| 02      | ISBN 978-4-253-15002-6 | 20 de abril de 2007           | ISBN 978-84-15513-73-5 | 6 de julio de 2012             | 25 de enero de 2013               | 09 - 18   |
| 03      | ISBN 978-4-253-15003-3 | 20 de septiembre de 2007      | ISBN 978-84-15513-98-8 | 18 de septiembre de 2012       | 22 de febrero de 2013             | 19 - 28   |
| 04      | ISBN 978-4-253-15004-0 | 18 de enero de 2008           | ISBN 978-84-15680-35-2 | 21 de diciembre de 2012        | 16 de mayo de 2013                | 29 - 38   |
| 05      | ISBN 978-4-253-15005-7 | 18 de julio de 2008           | ISBN 978-84-15680-68-0 | 1 de marzo de 2013             | 19 de junio de 2013               | 39 - 48   |
| 06      | ISBN 978-4-253-15006-4 | 19 de diciembre de 2008       | ISBN 978-84-15680-93-2 | 26 de abril de 2013            |                                   | 49 - 58   |
| 07      | ISBN 978-4-253-15007-1 | 19 de junio de 2009           | ISBN 978-84-15922-16-2 | 5 de julio de 2013             |                                   | 59 - 68   |
| 08      | ISBN 978-4-253-15008-8 | 20 de noviembre de 2009       | ISBN 978-84-15922-47-6 | 13 de septiembre de 2013       |                                   | 69 - 76   |